# Oncioderes picta
Oncioderes picta là một loài bọ cánh cứng trong họ Cerambycidae.